# Lupita Ferrer
Yolanda Guadalupe Ferrer Fuenmayor, conocida bajo su nombre artístico como Lupita Ferrer (Maracaibo, 6 de diciembre de 1947) es una actriz venezolana.
Se la conoce como la "Reina de las telenovelas" o como "La reina del drama".[cita requerida]

## Biografía
Nació como Yolanda Guadalupe Ferrer en Maracaibo, de padres inmigrantes españoles. Se dio a conocer por su belleza (especialmente sus grandes y expresivos ojos) y su fuerte presencia dramática en teatro.
Ferrer empezó su formación teatral a los 15 años actuando en Hamlet de Shakespeare como Ofelia. A los 18, el entonces Presidente de Venezuela, Raúl Leoni, la vio actuar en la obra Doña Rosita La Soltera y quedó muy impresionado por su talento.
En los años 60 Ferrer trabajó en numerosas coproducciones cinematográficas mexicanas y venezolano-mexicanas al lado de actores como Cantinflas, y durante los 70 trabajó en películas de Hollywood compartiendo pantalla con actores como Tony Curtis. 
En 1967 en lo que sería una de las primeras adaptaciones televisivas de Doña Bárbara, basado en el libro homónimo de Rómulo Gallegos, además de otras pequeñas telenovelas de Venezolana de Televisión y RCTV. En 1968 viaja a México para protagonizar dos telenovelas realizadas por el entonces Telesistema Mexicano.
En 1970 regresa a Venezuela para protagonizar la telenovela que catapultaría su carrera como actriz de telenovela en Esmeralda de Venevisión, donde actuó como una joven ciega. Seguido protagoniza dramáticos como Mariana de la Noche de 1975, a ello, le seguirían otras telenovela del canal como María Teresa, y La Zulianita en 1976.
En 1985 protagonizó la telenovela de Radio Caracas Televisión titulada Cristal, en la que encarnaba a Victoria Ascanio. 
Entre 1988 participa en la producción argentina Amándote, que además tendría una secuela en 1990. A partir de la década de los noventa se popularizó en papeles de carácter en producciones dramáticas como Rosalinda de México en 1999, y Soledad de Perú en 2001.
En 2006 participa en Ugly Betty, la versión estadounidense de la telenovela colombiana Yo soy Betty la fea. En 2007, Ferrer antagoniza Pecados Ajenos de Telemundo, que desde entonces se ha convertido en un clásico de culto, como la villana principal, la malvada Ágata Mercenario. 
En 2010, Ferrer participó en la telenovela de Venevisión y Univisión, Eva Luna, una readaptación de Aguamarina, donde interpreta a Justa Valdez.
En 2012 antagoniza la telenovela Rosa Diamante para la cadena Telemundo, donde comparte elenco con Mauricio Ochmann.
El gobernador Manuel Rosales le entregó la orden Lago de Maracaibo en su Primera Clase y aplaudió su gran trayectoria haciendo referencia a que es una de las actrices venezolanas que ha llegado muy lejos, con disciplina y constancia. “Gracias por representarnos en Venezuela y el mundo, Lupita. Te  recibimos con mucho aprecio y orgullo zuliano. Que viva el Zulia”, expresó el gobernador del estado Zulia durante la ceremonia.
En mayo de 2023, Ferrer anuncia su regreso a los dramáticos con la coproducción de Hispanomedios, Dramaticas, tras casi 5 años inactiva, por concentrarse en los cuidados de su madre. Luego de 30 años sin estar en Venevisión, es convocada para encarnar a una villana que jamás ha interpretado en su carrera artística. El 5 de julio del mismo año recibe la orden Lago de Maracaibo en su Primera Clase por parte del gobernador Manuel Rosales, mientras que el 7 de julio recibió su estrella en el Paseo Baralt de Maracaibo para honrar su trayectoria artística.

### Vida personal
Tuvo un breve matrimonio con el ingeniero venezolano Alfredo Carrillo, con estuvo por 2 años. Tras ingresar a estudiar en el Actor’s Studio de Nueva York, se compromete con el director estadounidense Hall Bartlett, quien la dirigió en la cinta The Children of Sánchez (1978) junto a Anthony Quinn, Dolores del Río, Katy Jurado y Lucía Méndez. Actualmente reside en Miami.
En el 2012, durante una entrevista en el programa Confesiones de novela en la cual confesó que había abortado por no perder sus trabajos como actriz, y que no se veía como madre.

## Filmografía

### Telenovelas
| Año       | Título                     | Personaje                           |
| --------- | -------------------------- | ----------------------------------- |
| 2017      | La Fan                     | Silvia                              |
| 2015      | Voltea pa' que te enamores | Doña Enriqueta Santos de Galíndez   |
| 2012      | Rosa diamante              | Rosaura Andere Vda. de Sotomayor    |
| 2010      | Eva Luna                   | Justa Valdés                        |
| 2007-2008 | Pecados ajenos             | Ágata Mercenario                    |
| 2004-2005 | Inocente de ti             | Gabriela Smith                      |
| 2003-2004 | Amor descarado             | Morgana Atal                        |
| 2001      | Soledad                    | Victoria Álvarez Calderón           |
| 1999      | Rosalinda                  | Valeria Del Castillo de Altamirano  |
| 1997      | Destino de mujer           | Aurora Castillo                     |
| 1996-1997 | Nada personal              | María Dolores de los Reyes          |
| 1994-1995 | Morelia                    | Ofelia Campos Miranda de Santibáñez |
| 1993      | Rosangélica                | Cecilia Gel de la Rosa              |
| 1992      | Las dos Dianas             | Catalina Arismendi                  |
| 1990      | Amándote II                | Lisette Mistral                     |
| 1988      | Amándote                   | Lisette Mistral                     |
| 1985      | Cristal                    | Victoria Ascanio                    |
| 1985      | Doña Perfecta              | Doña Perfecta                       |
| 1984      | Los años felices           | Marcela Vidal                       |
| 1981      | Ligia Sandoval             | Ligia Sandoval                      |
| 1979      | Julia                      | Julia                               |
| 1976      | La Zulianita               | Martha María Domínguez              |
| 1975      | Mariana de la noche        | Mariana de la noche                 |
| 1975      | Mi hermana gemela          | Marta/Mara Torres                   |
| 1974      | De la misma sangre         |                                     |
| 1974      | María Soledad              | María Soledad.                      |
| 1973      | Enamorada                  | María Margarita                     |
| 1973      | Gabriela                   | Gabriela/Caricia                    |
| 1973      | La guaricha                | Palmira                             |
| 1972      | María Teresa               | María Teresa                        |
| 1972      | Me llamo Julián, te quiero |                                     |
| 1970      | Esmeralda                  | Esmeralda Alvarez                   |
| 1969      | La frontera de cristal     |                                     |
| 1969      | Tú eres mi destino         |                                     |
| 1967      | Doña Bárbara               | Doña Bárbara                        |
| 1967      | Donde no llega el sol      |                                     |
| 1967      | Rebelde                    |                                     |

### Series
| Año  | Título              | Personaje            |
| ---- | ------------------- | -------------------- |
| 2023 | Dramáticas          | Yolanda Mistral      |
| 2022 | Amores que engañan  | Mamá de Diana        |
| 2017 | Milagros de Navidad | Señora María Collins |
| 2006 | Ugly Betty          |                      |
| 1974 | La Guaricha         |                      |

### Películas
| Año  | Título                                       | Personaje                   |
| ---- | -------------------------------------------- | --------------------------- |
| 2017 | Donaire y Esplendor                          | Massiel                     |
| 2015 | Medardo                                      | Doña Rosa Morán de Villegas |
| 2015 | Ana Maria in Novela Land                     | Señora De La Roca           |
| 1996 | Tú asesina, que nosotras limpiamos la sangre | Marie Clement               |
| 1986 | Balboa                                       | Rita Carlo                  |
| 1978 | Los hijos de Sánchez                         | Consuelo Sánchez            |
| 1977 | Lisistrata                                   | Lisistrata                  |
| 1975 | Abelardo y Eloísa                            | Eloísa                      |
| 1974 | La maja desnuda                              |                             |
| 1974 | María Walewska                               | María Walewska              |
| 1973 | Una mujer honesta                            |                             |
| 1971 | Los corrompidos                              |                             |
| 1971 | OK Cleopatra                                 | Lupita                      |
| 1970 | El cínico                                    | Roberta Uribe               |
| 1970 | La vida inútil de Pito Pérez                 | Jesusita                    |
| 1970 | Las chicas malas del padre Méndez            |                             |
| 1970 | El oficio más antiguo del mundo              | Estela                      |
| 1970 | El manantial del amor                        | Mirna                       |
| 1969 | Lío de faldas                                | Luisa                       |
| 1969 | Un Quijote sin mancha                        | Angélica                    |
| 1969 | Duelo en El Dorado                           | Mamá de Timoteo             |
| 1968 | La cama                                      | Mabel                       |
| 1968 | Muchachas, muchachas, muchachas              |                             |
| 1965 | Me ha gustado un hombre                      | Gloria                      |

## Discografía
- 1992: Tiemblo
- 1970: Esmeralda

## Premios y nominaciones
| Año  | Premiación                                     | Categoría                                  | Nominado      | Resultado |
| ---- | ---------------------------------------------- | ------------------------------------------ | ------------- | --------- |
| 2000 | Premios TVyNovelas (México)                    | Mejor villana                              | Lupita Ferrer | Nominada  |
| 2002 | Premios ACE                                    | Extraordinario ACE por Distinción y mérito | Lupita Ferrer | Ganadora  |
| 2005 | Asociación de Cronistas de Arte (Acroarte)     | Reconocimiento por Trayectoria             | Lupita Ferrer | Ganadora  |
| 2012 | Premios People en Español                      | Mejor Villana                              | Lupita Ferrer | Nominada  |
| 2013 | Miami Life Awards                              | Mejor Primera Actriz                       | Lupita Ferrer | Ganadora  |
| 2013 | Miami Life Awards                              | Primera Actriz                             |               |           |
| 2013 | Premios Tu Mundo                               | Lupita Ferrer                              | Nominada      |           |
| 2014 | Organización Hispana de Actores Latinos (HOLA) | A la Excelencia en las Telenovelas         | Lupita Ferrer | Ganadora  |
| 2015 | Festival Venezolano de Arte                    | Reconocimiento por Trayectoria             | Lupita Ferrer | Ganadora  |